# Lista zabytków w Ħamrun
To jest lista zabytków w miejscowości Ħamrun na Malcie, które są umieszczone na liście National Inventory of the Cultural Property of the Maltese Islands.

## Lista
| Nazwa zabytku       | Lokalizacja          | Współrzędne                                   | Nr na liście NICPMI | Zdjęcie |
| ------------------- | -------------------- | --------------------------------------------- | ------------------- | ------- |
| Okrągła wieża wodna | 89, Triq San Ġejtanu | 35°53′10,4″N 14°29′08,6″E/35,886222 14,485722 | 00008               |         |